# Viviane Asseyi
Viviane Asseyi est une footballeuse française d'origine gabonaise, née le 20 novembre 1993 à Mont-Saint-Aignan, en Seine-Maritime. Elle évolue au poste d'attaquante pour le club de West Ham United Women Football Club.
Évoluant au poste d'attaquante, elle commence sa carrière professionnelle au FC Rouen en 2008 où elle va marquer quasiment autant de but que de match joués en Division 2. En 2009, elle quitte son club formateur pour rejoindre le Montpellier HSC. Elle rejoint en 2016 l'Olympique de Marseille puis en 2018 les Girondins de Bordeaux. En 2020, elle s'engage en faveur du Bayern Munich. En 2022, elle s'engage en faveur du club de West Ham United.
Viviane Asseyi n'a pas encore obtenu de titre dans sa jeune carrière, mais elle participe aux finales des Coupes de France 2010, 2011, 2012, 2015 et 2016 perdues par le Montpellier Hérault SC.

## Biographie

### Jeunesse
Elle a étudié à l'Institution du Sacré-Cœur de Rouen.

### Carrière en club

#### Montpellier HSC (2009-2016)
Après seulement une saison et demie dans son club formateur, le FC Rouen, où elle impressionne, elle signe au Montpellier Hérault SC où elle doit faire face à une concurrence plus importante à son poste.

#### Bayern Munich (2020-2022)
Le 22 juin 2020, les Girondins de Bordeaux annoncent le départ d'Asseyi pour le Bayern Munich. Le transfert est officialisé par le club bavarois le lendemain.

#### West Ham United (depuis 2022)
Le 2 août 2022, elle signe en faveur de West Ham United en provenance du Bayern Munich et portera le numéro 26. Elle rejoint ainsi sa coéquipière en sélection nationale Hawa Cissoko.

### Carrière en sélection

#### Coupe du monde 2019
Le 2 mai 2019, elle est convoquée parmi les 23 pour disputer la Coupe du monde 2019.
Durant la Coupe du monde 2019, elle fait ses débuts lors du troisième match face au Nigeria au poste d'ailier gauche. Asseyi permet à la France de l'emporter en provoquant un penalty à la suite d'une faute de Ngozi Ebere à la 73e minute, ce qui conduira à l'exclusion de la joueuse nigériane pour un second carton jaune, et permettra à Wendie Renard d'inscrire l'unique but match, malgré son échec lors de la première tentative, penalty qui sera retiré pour une position jugée illicite de la gardienne Chiamaka Nnadozie.
Cette bonne performance lui permet d'être titularisée pour le huitième de finale face au Brésil au poste de milieu gauche, match durant lequel elle est remplacée par Gaëtane Thiney à la 81e minute, et voit depuis le banc la France l'emporter en prolongations par 2 buts à 1.
Face aux championnes du monde en titre américaines, Asseyi rentre à huit minutes de la fin du temps réglementaire à la place d'Eugénie Le Sommer alors que les États-Unis mènent 2-1, mais elle ne parvient pas à arracher l'égalisation, et la compétition s'arrête au stade des quarts de finale pour la France face aux futures lauréates.

#### Tournoi de France 2020
Le 3 mars 2020, elle devient la première buteuse du nouveau Tournoi de France en marquant sur coup franc face au Canada, à Calais. La France remporte la compétition aux prix d'une autre victoire face au Brésil et d'un match nul face aux Pays-Bas.

## Palmarès

### En club
- Montpellier HSC
  - Finaliste de la Coupe de France en 2010, en 2011, en 2012[8], en 2015 et en 2016

- Bayern Munich
  - Championnat d'Allemagne (1)
    - Champion : 2021

  - Women's French Cup (1)
    - Champion : 2021

### En sélection
- Équipe de France
  - Vainqueure du Tournoi de France en 2020 et en 2022

## Statistiques
| Saison                | Club                   | Championnat           | Championnat | Championnat | Coupe(s) nationale(s) | Coupe(s) nationale(s) | Compétition(s) continentale(s) | Compétition(s) continentale(s) | Compétition(s) continentale(s) | France | France | Total | Total |
| Saison                | Club                   | Division              | M.          | B.          | M.                    | B.                    | Comp.                          | M.                             | B.                             | M.     | B.     | M.    | B.    |
| 2008-2009             | FC Rouen               | Division 2            | 16          | 10          | -                     | -                     | -                              | -                              | -                              | -      | -      | 16    | 10    |
| 2009-2010             | FC Rouen               | Division 2            | 9           | 13          | -                     | -                     | -                              | -                              | -                              | -      | -      | 9     | 13    |
| Sous-total            | Sous-total             | Sous-total            | 25          | 23          | -                     | -                     | -                              | -                              | -                              | -      | -      | 25    | 23    |
| 2009-2010             | Montpellier HSC        | Division 1            | 11          | 3           | 3                     | 0                     | C1                             | 2                              | 0                              | -      | -      | 16    | 3     |
| 2010-2011             | Montpellier HSC        | Division 1            | 20          | 9           | 4                     | 0                     | -                              | -                              | -                              | -      | -      | 24    | 9     |
| 2011-2012             | Montpellier HSC        | Division 1            | 18          | 7           | 3                     | 0                     | -                              | -                              | -                              | -      | -      | 21    | 7     |
| 2012-2013             | Montpellier HSC        | Division 1            | 18          | 8           | 6                     | 5                     | -                              | -                              | -                              | 1      | 0      | 25    | 13    |
| 2013-2014             | Montpellier HSC        | Division 1            | 20          | 9           | 4                     | 3                     | -                              | -                              | -                              | 5      | 0      | 29    | 12    |
| 2014-2015             | Montpellier HSC        | Division 1            | 19          | 3           | 6                     | 2                     | -                              | -                              | -                              | 2      | 0      | 27    | 5     |
| 2015-2016             | Montpellier HSC        | Division 1            | 18          | 4           | 6                     | 2                     | -                              | -                              | -                              | 5      | 0      | 29    | 6     |
| Sous-total            | Sous-total             | Sous-total            | 124         | 43          | 32                    | 12                    | -                              | 2                              | 0                              | 13     | 0      | 171   | 55    |
| 2016-2017             | Olympique de Marseille | Division 1            | 21          | 9           | 1                     | 0                     | -                              | -                              | -                              | -      | -      | 22    | 9     |
| 2017-2018             | Olympique de Marseille | Division 1            | 21          | 4           | 3                     | 3                     | -                              | -                              | -                              | 11     | 4      | 35    | 11    |
| Sous-total            | Sous-total             | Sous-total            | 42          | 13          | 4                     | 3                     | -                              | -                              | -                              | 11     | 4      | 57    | 20    |
| 2018-2019             | Girondins de Bordeaux  | Division 1            | 22          | 12          | 1                     | 0                     | -                              | -                              | -                              | 11     | 1      | 34    | 13    |
| 2019-2020             | Girondins de Bordeaux  | Division 1            | 16          | 12          | 3                     | 1                     | -                              | -                              | -                              | 7      | 2      | 26    | 15    |
| Sous-total            | Sous-total             | Sous-total            | 38          | 24          | 4                     | 1                     | -                              | -                              | -                              | 18     | 3      | 60    | 28    |
| 2019-2020             | Bayern Munich          | Bundesliga            | -           | -           | -                     | -                     | C1                             | 1                              | 0                              | -      | -      | 1     | 0     |
| 2020-2021             | Bayern Munich          | Bundesliga            | 15          | 9           | 3                     | 1                     | C1                             | 4                              | 0                              | -      | -      | 22    | 10    |
| 2021-2022             | Bayern Munich          | Bundesliga            | 20          | 5           | 3                     | 1                     | C1                             | 6                              | 1                              | -      | -      | 29    | 7     |
| Sous-total            | Sous-total             | Sous-total            | 35          | 14          | 6                     | 2                     | -                              | 11                             | 1                              | 0      | 0      | 52    | 17    |
| 2022-2023             | West Ham United        | FA WSL                | 22          | 6           | 7                     | 1                     | -                              | -                              | -                              | -      | -      | 29    | 7     |
| 2023-2024             | West Ham United        | FA WSL                | -           | -           | -                     | -                     | -                              | -                              | -                              | -      | -      | 0     | 0     |
| Sous-total            | Sous-total             | Sous-total            | 11          | 6           | 7                     | 1                     | -                              | 0                              | 0                              | 0      | 0      | 18    | 7     |
| Total sur la carrière | Total sur la carrière  | Total sur la carrière | 286         | 123         | 53                    | 19                    | -                              | 13                             | 1                              | 42     | 7      | 394   | 150   |